# Colonization
 (décembre 2020).
Si vous disposez d'ouvrages ou d'articles de référence ou si vous connaissez des sites web de qualité traitant du thème abordé ici, merci de compléter l'article en donnant les références utiles à sa vérifiabilité et en les liant à la section « Notes et références ».
Colonization est un jeu vidéo de stratégie au tour par tour publié en 1994 par MicroProse et réalisé conjointement par Sid Meier (créateur de Civilization) et Brian Reynolds (réalisateur de Civilization 2). Il place le joueur au contrôle d'une des quatre nations ayant colonisé l'Amérique. Après avoir mis sur pied un empire colonial digne de ce nom, il devra déclarer l'indépendance de ces colonies face à la Mère patrie. Le jeu est sorti en 1994 sous DOS puis a été porté en 1995 sous Amiga, Windows et Mac OS. Aujourd'hui, la société Atari (anciennement Infogrames) conserve les droits exclusifs sur ce jeu, pacte conclu de facto dans le rachat de MicroProse.

## Histoire
Le roi envoie le joueur, vice-roi des terres, afin de découvrir et réclamer des terres en Amérique. Le joueur doit établir nombre de colonies, enrichir la Couronne et veiller à la conversion des Amérindiens.

## Déroulement du jeu
Le joueur se trouve en vue du Nouveau monde aux commandes d'une caravelle avec, pour simple équipage, une poignée de soldats et quelques pionniers outillés. Selon la nation qu'il a choisie, sa stratégie de colonisation dépendra des capacités propres à cette Couronne. Le Royaume-Uni jouit d'une immigration accrue, l'Espagne d'un bonus d'attaque sur les villes et villages amérindiens, la France d'une capacité d'entretenir des relations harmonieuses avec ces derniers et enfin les Pays-Bas sont en meilleure position commerciale et commencent directement avec un navire marchand.
Bâti sur le concept de Civilization, ce jeu emploie une interface de jeu au tour par tour très semblable. Le jeu se déroule en grande partie sur une carte géographique générée aléatoirement du Nouveau monde. Le joueur doit manœuvrer ses unités (colons, soldats, navires, etc.) sur cette carte. Le jeu s'apparente par contre plus à une simulation économique. On dirige chaque colon dans l'optique de produire des biens et des ressources qui seront revendus en Europe (où la Couronne prendra une part des revenus via une imposition).
À l'aide du navire dont on dispose, on explore les océans jusqu'à parvenir aux Terres du Nouveau Monde. Là, il s'agit de trouver un lieu « idéal » pour établir sa première colonie (à proximité d'un maximum de ressources naturelles, souvent indiquées sur la carte par des graphismes explicites). Le premier colon fixe la « population » de votre colonie à 1. Chaque nouveau colon amené (ou surplus du stock de nourriture) augmente la population d'une unité. Chaque colon peut être affecté soit à une tâche sur l'un des 8 carrés (de terre ou de mer) disponibles autour de votre colonie (par exemple, il peut être fermier ou pêcheur pour produire de la nourriture, bûcheron pour produire du bois, trappeur pour les peaux de bêtes, etc.), soit à un des nombreux métiers (plus d'une dizaine) disponibles sur l'écran de la colonie (menuisier pour produire des planches, qui serviront à construire des bâtiments ; fourreur pour transformer les peaux de bêtes en manteaux, etc.). On peut recruter des spécialistes en Europe : ceux-ci sont plus productifs dans leurs tâches respectives, mais coûtent souvent cher. Un meilleur moyen pour enseigner une spécialité à un colon consiste par exemple à construire une école, ou à lui faire visiter un village d'amérindiens spécialisés.
Les relations que le joueur entretient avec les tribus amérindiennes (Aztèques, Incas, Sioux, Arawaks, Cherokees...) se doivent d'être bien jaugées. Elles peuvent être orientées vers un commerce pacifique et souvent bénéfique, ou au rebours à un massacre total des différentes factions (qui sont parfois en guerre entre elles). Cette dernière option est risquée car les Indiens sont souvent bien armés et n'hésiteront pas à vous harceler. Toutefois, leurs capitales recèlent des trésors inestimables. Le même système de relations est applicable avec les trois autres nations européennes (traités de paix en sus), sauf que chaque colonie capturée devient la vôtre. Les conséquences peuvent être plus graves : les nations avec lesquelles vous êtes en guerre ne vous aideront pas lorsque vous déclarerez votre indépendance.
Le Roi s'impliquera de temps en temps dans la mission du joueur soit pour augmenter le taux d'imposition soit pour forcer à entrer en guerre contre un autre pouvoir colonial.
Le but du jeu est en effet de déclarer l'indépendance des colonies que vous aurez fondées (souvent lorsque les taxes sur les produits que vous vendez deviennent invivables) et de repousser les attaques des troupes de la Mère patrie qui tenteront de reprendre le contrôle de celles-ci. Un système de « Pères fondateurs de la nation » a été mis en place pour récompenser la production de cloches de la liberté. Ceux-ci peuvent débloquer une ou des fonctionnalités supplémentaires permettant quelques avantages stratégiques.
La trame sonore est agrémentée de musique folklorique traditionnelle comprenant différentes pièces de violon.

## Accueil
| Colonization          |      |       |
| Média                 | Pays | Notes |
| Amiga Format          | US   | 95 %  |
| Computer Gaming World | US   | 3.5/5 |
| CU Amiga              | US   | 91 %  |
| Amiga Power           | US   | 93 %  |
| Gen4                  | FR   | 88 %  |
| Joystick              | FR   | 95 %  |
| PC Gamer US           | US   | 85 %  |